# Sandra Kiriasis
Sandra Kiriasis z d. Prokoff (ur. 4 stycznia 1975 w Dreźnie) – niemiecka bobsleistka (pilot boba), dwukrotna medalistka olimpijska w dwójkach kobiet.
Przez wiele lat trenowała saneczkarstwo. Bobsleistką została w 2000. Brała udział w czterech igrzyskach (2002, 2006, 2010 i 2014) i na dwóch (2002, 2006) zdobywała medale. W Salt Lake City bobsleje w wykonaniu kobiet debiutowały w programie igrzysk, a Prokoff w parze z Ulrike Holzner zajęła drugie miejsce. Cztery lata później została mistrzynią olimpijską, partnerowała jej Anja Schneiderheinze. Z różnymi partnerkami stawała na podium mistrzostw globu (także w drużynie) i Pucharu Świata.